# 孝子駅
孝子駅（きょうしえき）は、大阪府泉南郡岬町大字孝子にある、南海電気鉄道南海本線の駅。駅番号はNK42。
大阪府最南端にある駅で、一部の1dayチケットなど大阪府内のみで利用できるチケットはこの駅までの利用となる。府県境に近く周辺を山に囲まれており、南海本線の駅の中では最も乗降客が少なく、かつ最も停車本数が少ない。
北隣のみさき公園駅とは4.4km離れており、南海本線では駅間距離が最も長い。

## 歴史
- 1910年（明治43年）：南海鉄道の臨時駅として開業[4]。
- 1915年（大正4年）4月11日：常設駅として開業。
- 1944年（昭和19年）6月1日：会社合併により近畿日本鉄道の駅となる。
- 1947年（昭和22年）6月1日：路線譲渡により南海電気鉄道の駅となる。
- 2012年（平成24年）4月1日：駅ナンバリングが導入され、使用を開始[5][6]。

## 駅構造
相対式2面2線のホームを持つ地平駅である。

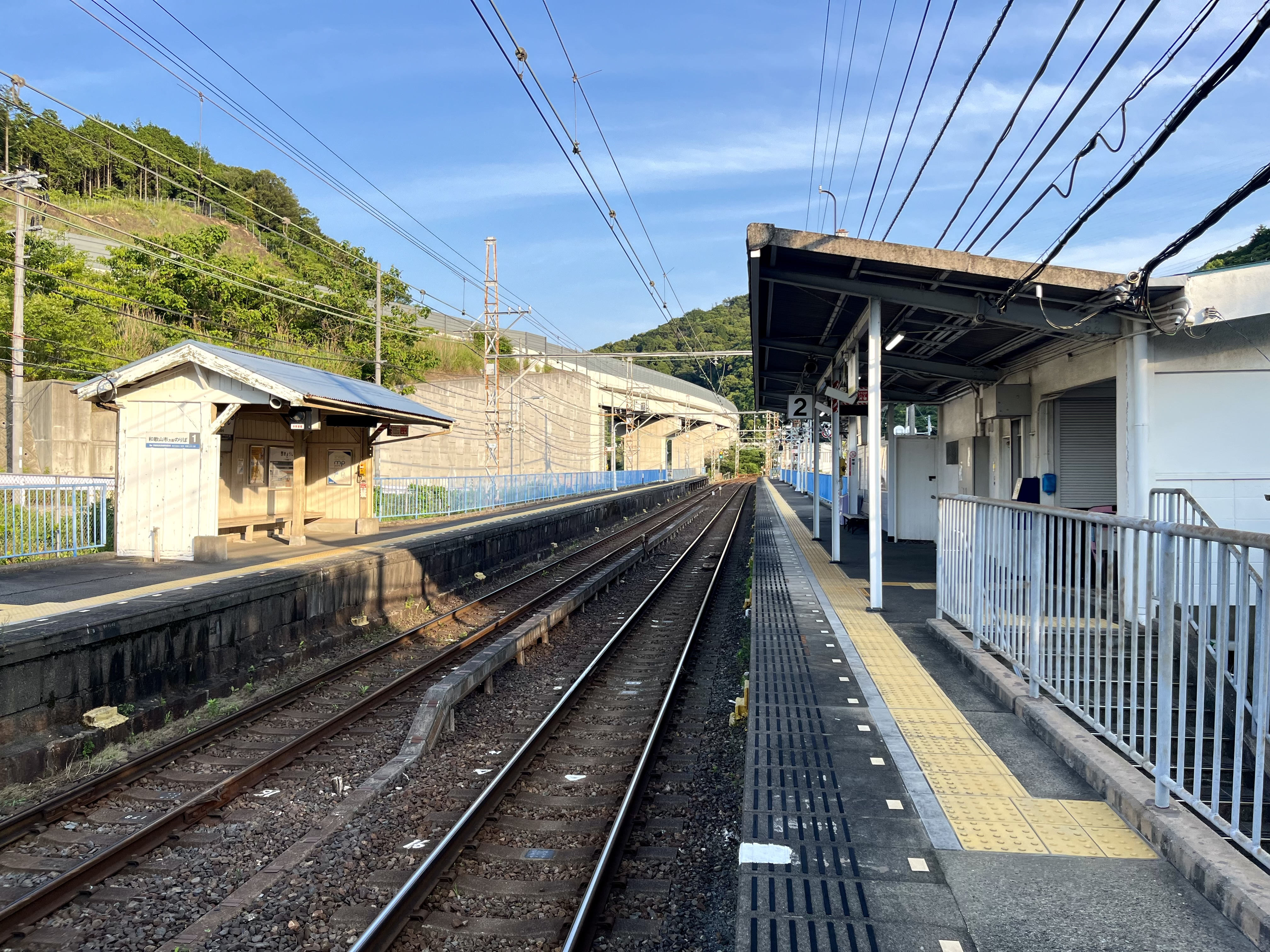
ホーム

駅舎は難波方面ホームの難波駅寄りに面しており、和歌山市方面ホームへ行く際は構内踏切を渡らなければならない。通常は無人となっており、隣のみさき公園駅から遠隔管理されている。トイレは設置されている。

### のりば
| のりば | 路線   | 方向 | 行先                 |
| ------ | ------ | ---- | -------------------- |
| 1      | 南海線 | 下り | 和歌山市方面         |
| 2      | 南海線 | 上り | なんば・関西空港方面 |

## 利用状況
2019年（令和元年）次の1日平均乗降人員は115人（乗車人員：54人、降車人員：61人）である。南海本線および大阪府内の南海の駅では最も乗降客が少ない。
2024年度の1日平均乗降人員は78人 である。
区間急行の停車駅だが区間急行は日中には運行されておらず日中は毎時4本の普通が停車する。朝夕の一部の普通車はみさき公園始発・終着となるが、同じみさき公園駅以南でも和歌山大学前駅には特急サザンと急行（朝夕のみ）が、紀ノ川駅は加太線の列車が停まるので、当駅は南海本線の駅では最も停車する列車の本数が少ないことになる。
| 年次   | 1日平均 乗降人員 | 1日平均 乗車人員 | 順位 | 出典     |
| ------ | ---------------- | ---------------- | ---- | -------- |
| 2000年 | 390              | 198              |      | [ * 1 ]  |
| 2001年 | 361              | 185              |      | [ * 2 ]  |
| 2002年 | 295              | 151              |      | [ * 3 ]  |
| 2003年 | 279              | 144              |      | [ * 4 ]  |
| 2004年 | 268              | 139              |      | [ * 5 ]  |
| 2005年 | 267              | 139              |      | [ * 6 ]  |
| 2006年 | 236              | 121              |      | [ * 7 ]  |
| 2007年 | 221              | 114              |      | [ * 8 ]  |
| 2008年 | 209              | 108              |      | [ * 9 ]  |
| 2009年 | 197              | 102              |      | [ * 10 ] |
| 2010年 | 179              | 91               |      | [ * 11 ] |
| 2011年 | 174              | 87               |      | [ * 12 ] |
| 2012年 | 138              | 67               | 91位 | [ * 13 ] |
| 2013年 | 122              | 58               | 93位 | [ * 14 ] |
| 2014年 | 148              | 62               | 92位 | [ * 15 ] |
| 2015年 | 138              | 59               | 92位 | [ * 16 ] |
| 2016年 | 133              | 55               | 92位 | [ * 17 ] |
| 2017年 | 120              | 54               | 94位 | [ * 18 ] |
| 2018年 | 115              | 53               | 94位 | [ * 19 ] |
| 2019年 | 115              | 54               | 93位 | [ * 20 ] |

各年度の乗降人員は下表の通りである。
| 年度               | 1日平均 乗降人員 | 順位 | 出典       |
| ------------------ | ---------------- | ---- | ---------- |
| 2019年（令和元年） | 116              | 93位 | [ 南海 2 ] |
| 2020年（令和02年） | 78               | 94位 | [ 南海 2 ] |
| 2021年（令和03年） | 82               | 94位 | [ 南海 2 ] |
| 2022年（令和04年） | 83               | 92位 | [ 南海 1 ] |
| 2023年（令和05年） | 77               | 92位 | [ 南海 1 ] |
| 2024年（令和06年） | 78               | 94位 | [ 南海 1 ] |

## 駅周辺
周囲は山に囲まれている。駅舎の前を府道752号線が通り、「中孝子」バス停がある。道路を挟んで集落がある。府道752号線を南に進むと孝子峠。
駅から北に約20分歩いた道路沿いに橘逸勢のものといわれる墓がある。但し、逸勢は伊豆国へ流刑の途中に現在の静岡県浜松市浜名区三ヶ日町で病没し、三ヶ日町にある橘神社にも逸勢のものといわれる墓があるため、孝子駅近くの墓については諸説がある。
駅近くの旧岬町立孝子小学校の校舎を利用した「岬の歴史館」が2011年4月にオープンした。

### バス路線
当駅前の府道752号線沿いに「中孝子」停留所があり、岬町コミュニティバスの乗継支線が経由している。
- 北行きのりば
  - 岬町役場 方面
- 南行きのりば
  - 上孝子 行き

## 隣の駅
南海電気鉄道
 南海本線
■特急サザン・■急行
通過
■区間急行・■普通
みさき公園駅 (NK41) - 孝子駅 (NK42) - 和歌山大学前駅 (NK43)
1958年まではみさき公園駅との間に深日駅が存在した。
- 括弧内は駅番号を示す。